# Alexander Skutecký

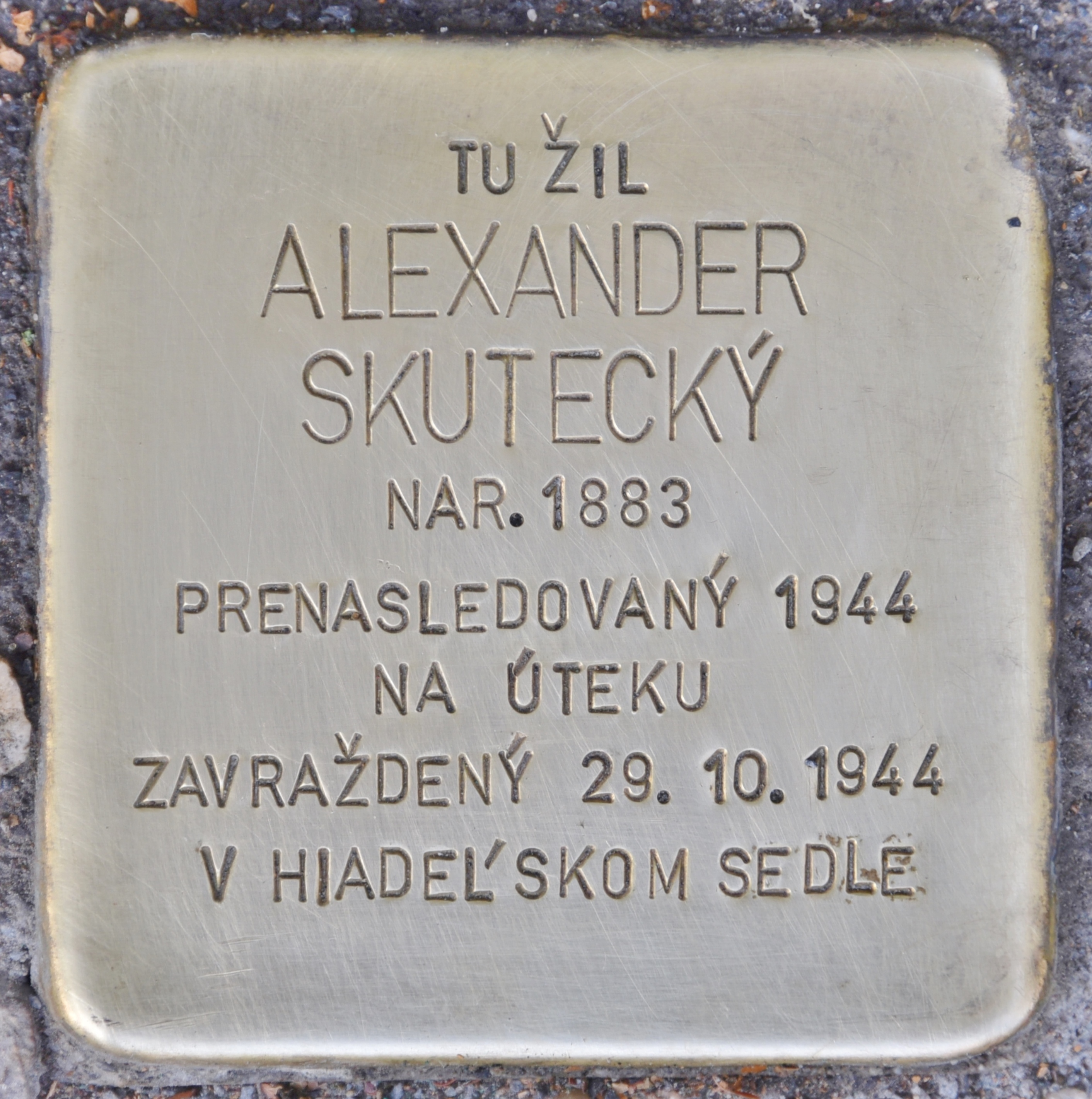
Pietra d'inciampo di Alexander Skutecký a Banská Bystrica

Alexander Skutecký (Vienna, 25 giugno 1883 – luogo ignoto presso Banská Bystrica, 29 ottobre 1944) è stato un architetto slovacco di origine ebraica, esponente del funzionalismo.

## Biografia
Nacque a Vienna, durante il trasferimento della sua famiglia da Venezia a Banská Bystrica, in cui i genitori furono accolti a Vienna da alcuni parenti. La famiglia viveva fra Venezia e Banská Bystrica, in quanto il padre Dominik era un pittore, mentre la madre Cecília era una sarta affermata, il cui lavoro dava alla famiglia rendite sicure. Alexander era il secondo di quattro figli. La famiglia tornò definitivamente da Venezia in seguito a un'epidemia e costruì una casa a Banská Bystrica, in cui Alexander trascorse l'infanzia e la giovinezza, in cui frequentò le scuole cittadine. Proseguì gli studi all'università tecnica di Budapest, dove si laureò in architettura e iniziò la professione individuale.
Dopo la Prima guerra mondiale si stabilì a Bratislava, e come architetto fece parte dell'avanguardia artistica Kunstverein. Progettò case unifamiliari, ma anche condomini. Fu influenzato notevolmente dall'architettura viennese, con una preferenza per lo storicismo derivato dall'arte classica, ma gradualmente si rivolse verso un sobrio purismo.
Alexander Skutecký collaborò con Vojtech Holesch, che come lui era originario di Banská Bystrica. Uniti dal campanilismo, ma anche da tendenze estetiche comuni, furono insieme autori del monumentale Palazzo di giustizia di Bratislava.
Un suo cliente importante fu Egon Bondy, membro di una nota famiglia di grandi industriali, che possedeva azioni di varie società industriali ed era direttore della fabbrica di Bratislava Kablo. Kablo prosperava ed Egon Bondy chiese ad Alexander Skutecký di progettare nuovi locali per l'azienda. Skutecký progettò anche la casa privata di Bondy in via Štefánikova, Bondy però morì prima che potesse trasferirsi nella nuova casa.
Con le leggi razziali del 1939 Alexander Skutecký fu escluso dalla professione e lavorò come tecnico per le ferrovie. Nel 1940 tornò a Banská Bystrica e allo scoppio dell'Insurrezione nazionale slovacca del 1944, vi prese parte attivamente.
Cadde vittima dell'assassinio per motivi antisemitici in un luogo ignoto presso Banská Bystrica nell'autunno del 1944. Le circostanze della morte sono incerte. Durante la ritirata della seconda brigata cecoslovacca di paracadutisti nei pressi di Hiadeľ verso Prašivá, sui Bassi Tatra, le truppe tedesche catturarono anche 62 persone perseguitate razzialmente. Furono tutti uccisi e sepolti in quattro fosse comuni. Secondo la documentazione archivistica del Museo dell'insurrezione nazionale slovacca, il nome di Alexander Skutecký appare tra le vittime. Tuttavia Jozef Suláček nel libro Osudy židovských inžinierov na Slovensku v rokoch 1938-1945 non esclude che possa essere stato deportato in un campo di concentramento, dove sarebbe morto.

## Opere principali

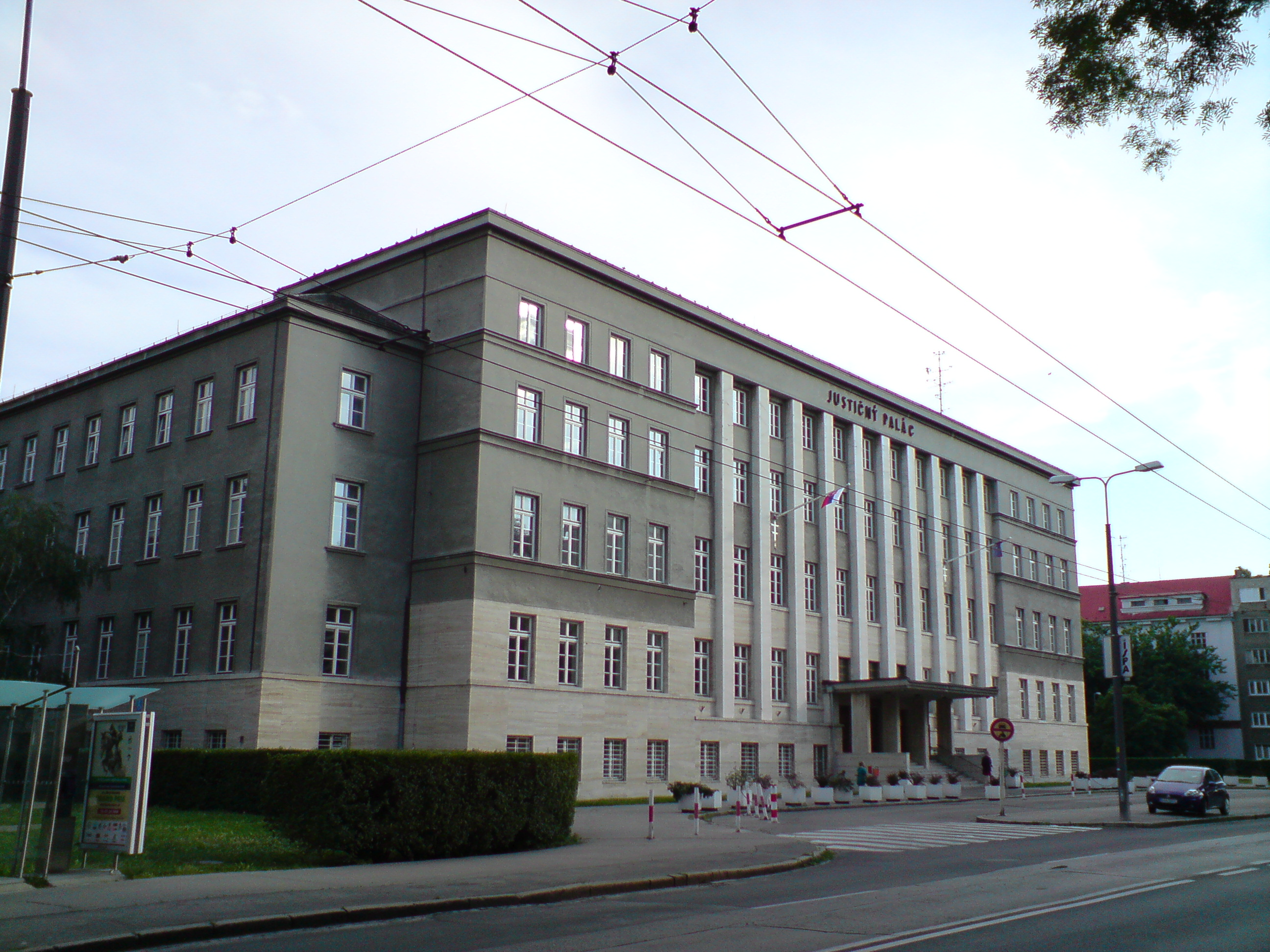
Il Palazzo di giustizia di Bratislava.

- Il palazzo di Slovenská všeobecná úverová banka, a Bratislava, 1921
- Edificio amministrativo della fabbrica Kablo, Bratislava, 1921
- casa privata, Bratislava, 1921
- edificio residenziale e commerciale di S. Tausky, Bratislava, 1931
- edificio polifunzionale delle Assicurazione Generali e Moldavia Generali, a Bratislava, 1935
- Palazzo di giustizia di Bratislava, in collaborazione con Vojtech Holesch, 1937
- edificio polifunzionale delle Assicurazioni Generali, Košice, 1937